# Ceteris paribus
Ceteris paribus (en llatí clàssic caeteris paribus) és una locució llatina en forma d'ablatiu absolut i una clàusula epistemològica que significa ‘essent igual tota la resta’.
S'utilitza un escenari ceteris paribus quan només es té en compte la causa-efecte usant una sola variable i es manté fixa la resta per a reduir la complexitat. En dret es fa servir per a indicar només els canvis d'un text o un conveni i afirmar que res no canvia en tota la resta del text.
El seu corol·lari és mutatis mutandis (‘canviant allò que calgui canviar’): quan només es canvien aspectes accessoris.